# 巴亚德阿里耶什
巴亚德阿里耶什（罗马尼亚语：Baia de Arieș；匈牙利语：Aranyosbánya or Offenbánya；德语：Offenburg），罗马尼亚中部阿尔巴县辖镇。该镇总面积81平方公里（31平方英里）。市区人口4,669（2002年），其中98.88%为罗马尼亚人，0.83%为匈牙利人，0.19%为罗姆人。

## 辖区
巴亚德阿里耶什辖有5个镇，分别为：Brăzești、Cioara de Sus、Muncelu、Sartăș 和 Simulești。